# Marsh Fork Canning
La rivière March Fork Canning est un cours d'eau d'Alaska, aux États-Unis situé dans le borough de North Slope. C'est un affluent de la rivière Canning.

## Description
Longue de 50 milles (80 km), elle prend sa source dans un glacier des montagnes Philip Smith de la chaîne Brooks et coule en direction du nord, pour se jeter dans la rivière Canning à 11 milles (18 km) au nord-est du mont Salisbury et à 40 milles (64 km) du mont Michelson.
En 1903, S.J. Marsh a exploré et cartographié ce cours d'eau, l'appelant Right Fork, son nom actuel lui a été donné en 1906.

## Sources
- (en) « Marsh Fork Canning », Geographic Names Information System